# モンゴルのラテン帝国侵攻
モンゴルのラテン帝国侵攻（モンゴルのラテンていこくしんこう）は、1242年夏に行われた。この方面に侵攻したモンゴル軍は当時ブルガリアに侵攻していたカダアンの軍隊の別働隊で、北方からラテン帝国に侵入した。これを迎え撃ったのがラテン皇帝ボードゥアン2世で、最初の遭遇戦では勝利を収めたが、その後モンゴル軍に敗北したとされる。
両軍が遭遇した場所はトラキア方面であったと考えられるが、史料が乏しいため具体的な戦場の地名についてはほとんど分かっていない。モンゴル軍の侵攻後、ボードゥアン2世はモンゴルに服属して貢物をすることを余儀なくされた。この戦役は、翌年（1243年）のモンゴル軍のアナトリア侵攻（キョセ・ダグの戦い）とともに、エーゲ海世界の勢力図の変動を引き起こしたとされる。

## 史料

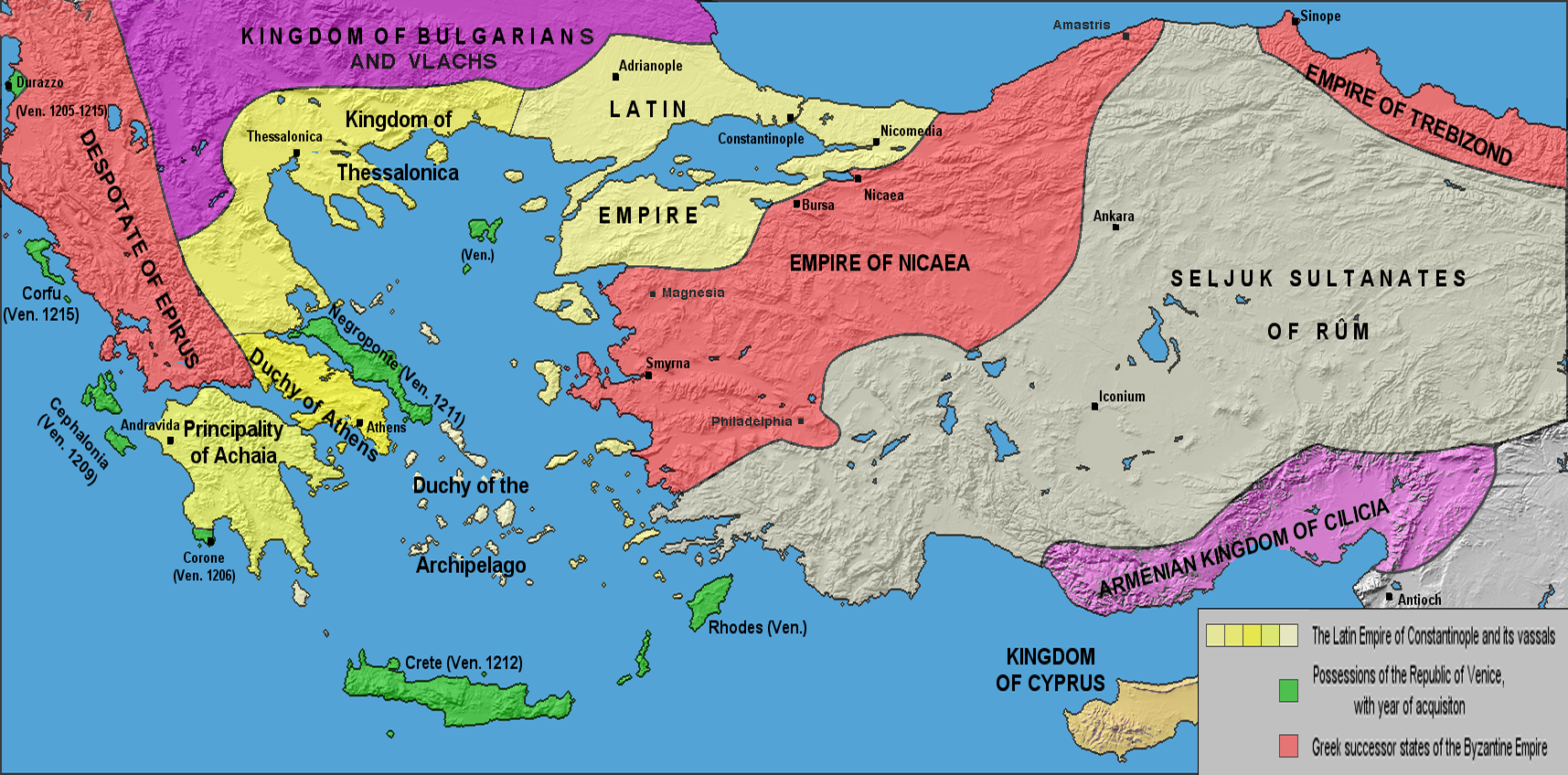
13世紀初頭のエーゲ海世界。アドリアノープルはトラキアの主要都市であった。

1327年頃に編纂された著者不明の『匿名のオーストリア年代記』には、モンゴル軍のラテン帝国への侵攻に唯一言及する一次史料が収録されている。その記述は『レオーベン年代記』と『ハイリゲンクロイツ年代記』に引用されている。この史料ではモンゴル軍のラテン帝国侵攻を1243年のこととするが、これは明らかに1242年の誤りである。『匿名のオーストリア年代記』には、以下のように記されている。
シリア正教会のバル・ヘブラエウスの記述は、1242年のブルガリアとトラキアへのモンゴル人の侵攻に言及しているものの、年代を1232年と誤っている。
この一節は、バトゥの総指揮下にあってブルガリアに侵攻していたモンゴル軍が、コンスタンティノープル方面に攻め込み、いずれかの地点でブルガル人かラテン人に敗れたことを裏付けている。
ガーランドのジョンは、パリ大学で教鞭をとっていた1252年頃に完成した叙事詩『教会の勝利について』の中で、モンゴル帝国の拡大による犠牲者を以下のように列挙している。
トラキアは当時ラテン帝国の一部であり、ジョンはラテン帝国皇帝ボードゥアン2世がトラキアをモンゴルから守って殺されたと述べていると解釈できる。モンゴル軍との戦いでボードゥアン2世が戦死したというのは史実と異なるが、1242年にボールドウィンが死亡したという噂がその年の内に西ヨーロッパで流れていたことを示す証拠がある。フィリップ・ムースケは、1242年までのフランス史を記した『押韻年代記』の中で、同年に「ギリシャから......皇帝が死んだという報せがフランスの宮廷に届いた」と述べている。ボードゥアンの妹アニェスと結婚していたアカイア公ジョフロワ2世は、この噂をもとに軍隊を率いてコンスタンティノープルに出向き、王位を奪取しようとしたこともあった。
19世紀の歴史家ジョセフ・フォン・ハンマー・プルグスタルは、近代の史家として初めて『匿名のオーストリア年代記』の一節を紹介し、この攻撃を当時ブルガリアに侵攻していたカダアンの軍勢によるものとしている。

## 侵攻

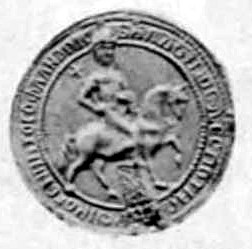
ボードゥアン2世の印章。

ボードゥアン2世は1239年にサロニウスやヨナスを指導者とするキプチャク人（クマン人）の一派と同盟を結んでおり、モンゴル軍のキプチャク草原侵攻から逃れてきたクマン人を庇護していたと考えられる。モンゴル軍の攻撃を逃れたキプチャク人を庇護したことこそがハンガリー侵攻の口実であり、おそらく東欧遠征そのものの口実でもあった。ラテン帝国への攻撃も、キプチャク人の庇護者を討伐するという同じ動機から生じたものと考えられる。
1242年2月12日、コンスタンティノープルにいたボードゥアン2世は、フランス王ルイ9世に宛てた手紙を出している。同じく1243年8月5日にはルイ9世の母親でフランスの国政にも強い影響力を有するブランシュ・ド・カスティーユに宛てた手紙を出しており、この時点でもコンスタンティノープルに留まっていたことが確認される。モンゴル軍の侵攻はボードゥアン2世を首都から引き離しているはずのため、両軍の戦闘はこれらの日付の間に起こったと考えられる。先述した史料には、戦闘はギリシャで行われたとしか記されていない。中世の史料に於いて、「ギリシャ」とはラテン帝国とビザンツ帝国が主張するすべての領土を意味する広義の用語である。ラテン帝国の一部であり、ブルガリアと国境を接していたトラキアがここで言う「ギリシャ」に含まれていたことは間違いなく、モンゴル軍が襲撃した場所である可能性が高いと考えられる。
『匿名のオーストリア年代記』によると、ボードゥアン2世はモンゴル軍とその指揮下に入ったキプチャク人を含む侵攻部隊と2回の戦闘を行ったという。歴史家は、『匿名のオーストリア年代記』の言及する2つの戦いと、ボードゥアン2世が出陣した動機について、それぞれ以下のように解釈している。ピーター・ジャクソンは、ボードゥアン2世の最初の勝利は、モンゴル軍が彼を倒すために到着する前に派遣された先遣隊としてのキプチャク人部隊を犠牲にして得られたものだったのではないかと指摘している。一方、ジョン・ギブフリートは、2つの戦いは実際には1つの戦いの中の2つの段階であり、ボードゥアン2世はモンゴル軍の得意とする退却を装った包囲殲滅戦法の犠牲者だったのではないかと指摘している。しかし彼は、ボードゥアン2世はモンゴル軍を打ち負かすのに十分な力を持っていたとも主張している。リチャードは、1242年にボードゥアン2世がクマン族の同盟者がモンゴルの攻撃を受けた際に防衛していた可能性を示唆している。ヘンリー・ハワースは、ボードゥアン2世が自分の臣下であるブルガリアの若き支配者カリマン1世の対モンゴル防衛戦に援軍として呼ばれ、モンゴル軍との戦いに巻き込まれたことを示唆している。
ボードゥアン2世は敗戦後に捕らえられた可能性があり、それが彼の死の噂の出所になったのではないかと考えられる。その場合、彼はモンゴルの支配を受け入れ、解放される代わりに毎年の貢ぎ物を支払うことを余儀なくされたとみられる。

## 影響
1251〜1252年には既にボードゥアン2世はモンゴル帝国と服属関係を結んでおり、エノーのボードゥアンという大使をモンゴル帝国の首都カラコルムに派遣している。1253年には、フランシスコ会の宣教師ウィリアム・ルブルックに、ジョチ・ウルスの君主（ハン）であるバトゥの息子サルタクへの推薦状を渡している。バトゥはモンゴル軍のヨーロッパ侵攻におけるカダアンの上官であり、彼の軍団はブルガリアにも侵攻していた。
モンゴル帝国の属国はカアン（皇帝）の代替わりごとに使者を派遣するという慣習があり、歴史家のリチャードはこの時ボードゥアン2世が派遣した使者は、オゴデイ・カアン死後の新帝選出にあわせて派遣されたものではないかと示唆している。しかし、ルブルックはモンゴル帝国の属国の中にラテン帝国を挙げておらず、また、アンティオキア公国のボエモン5世のようにモンゴルに服属したことによってボードゥアン2世が破門されたという記録もない。
モンゴルによるラテン帝国への侵攻は、1243年6月26日のキョセ・ダグの戦いでモンゴル軍がアナトリアのルーム・セルジューク朝に圧勝するちょうど1年前に起こった。ボードゥアン2世は1241年にセルジューク朝との同盟を結んでいたが、ニカイア皇帝ヨハネス3世ドゥーカス・ヴァタツェスは1242年、かつての敵であるセルジューク朝がモンゴルの攻撃を受けていたという危機的状況の中で援助を行った。その結果、セルジューク朝の残党に対してヨハネス3世の立場が強化され、逆に自らモンゴルに敗れたボードゥアン2世の立場は相対的に弱まったとされる。